# Ramón Campos Pérez
Ramón Campos Pérez (Burriana, Castellón, ca. 1755-1808) fue un escritor y filósofo español. Seguidor del escolasticismo nominalista, su aporte queda sintetizada en su teoría del lenguaje, en la que sostiene que la palabra es un don concedido por Dios.
Sus principales obras fueron:
- Sistema de lógica (1790).
- De la desigualdad personal en la sociedad civil (1799).
- El don de la palabra en orden a las lenguas y al ejercicio del pensamiento (o Teórica de los principios y efectos de todos los idiomas posibles; 1804).